# Транзитивность (динамические системы)
В теории динамических систем, динамическая система {\displaystyle (X,f)} называется (топологически) транзитивной, если у неё есть всюду плотная в фазовом пространстве орбита: 
{\displaystyle \exists x:\quad {\overline {\{f^{n}(x)|n\in \mathbb {N} \}}}=X.}
В случае обратимой динамической системы, замена {\displaystyle \mathbb {N} } на {\displaystyle \mathbb {Z} } приводит для случая фазового пространства без изолированных точек к эквивалентному определению.

## Примеры
- Любая минимальная динамическая система транзитивна. В частности, транзитивен иррациональный поворот окружности.
- Отображение удвоения окружности {\displaystyle x\mapsto 2x\mod 1} не минимально (поскольку имеет неподвижную точку 0), но транзитивно.
- Линейный диффеоморфизм Аносова тора транзитивен.